# Casa Mehoffer
Casa Mehoffer (in polacco; Dom Jozefa Mehoffera) è un museo della città di Cracovia dedicato a Józef Mehoffer, uno dei più importanti esponenti della Giovane Polonia. 

## Storia
Il museo sorge in ulica Krupnicza, uno dei quartieri occidentali della città, ed è una delle sezioni nel quale si articola il Museo nazionale di Cracovia. 
La casa/museo, che vide la nascita di Stanisław Wyspiański nel 1869, è dedicata a Józef Mehoffer, pittore e decoratore polacco, che acquistò l'edificio nel 1930 con l'intento di usarlo come laboratorio per i propri studi e come residenza per la sua famiglia.
Dal 1995 la casa ospita il museo dedicato a Mehoffer, ed espone quadri, disegni e progetti dell'artista. La casa è arredata con mobilio originale d'epoca e con oggetti appartenuti alla famiglia. Vengono ospitate anche alcune collezioni personali dell'artista come opere dell'estremo oriente e dell'arte giudaica
Il museo è ospitato nell'edificio chiamato Palazzo sotto le pigne, per via delle decorazioni a forma di pigna che addobba la struttura architettonica degli interni del palazzo.
Nel 1963 si cominciò a pensare a realizzare un museo dedicato all'insigne pittore, ma soltanto verso il 1980, a seguito del restauro dell'edificio, fu possibile aprire il museo che, dopo il 1986 a causa della morte di Zbigniew Mehoffer, passò sotto il controllo amministrativo del Museo nazionale di Cracovia.